# Синюха (притока Південного Бугу)
Синю́ха — річка в Україні, в межах Новоархангельського,Новоукраїнського і Вільшанського районів Кіровоградської області та Первомайського району Миколаївської області. Ліва притока Південного Бугу (басейн Чорного моря).

## Опис

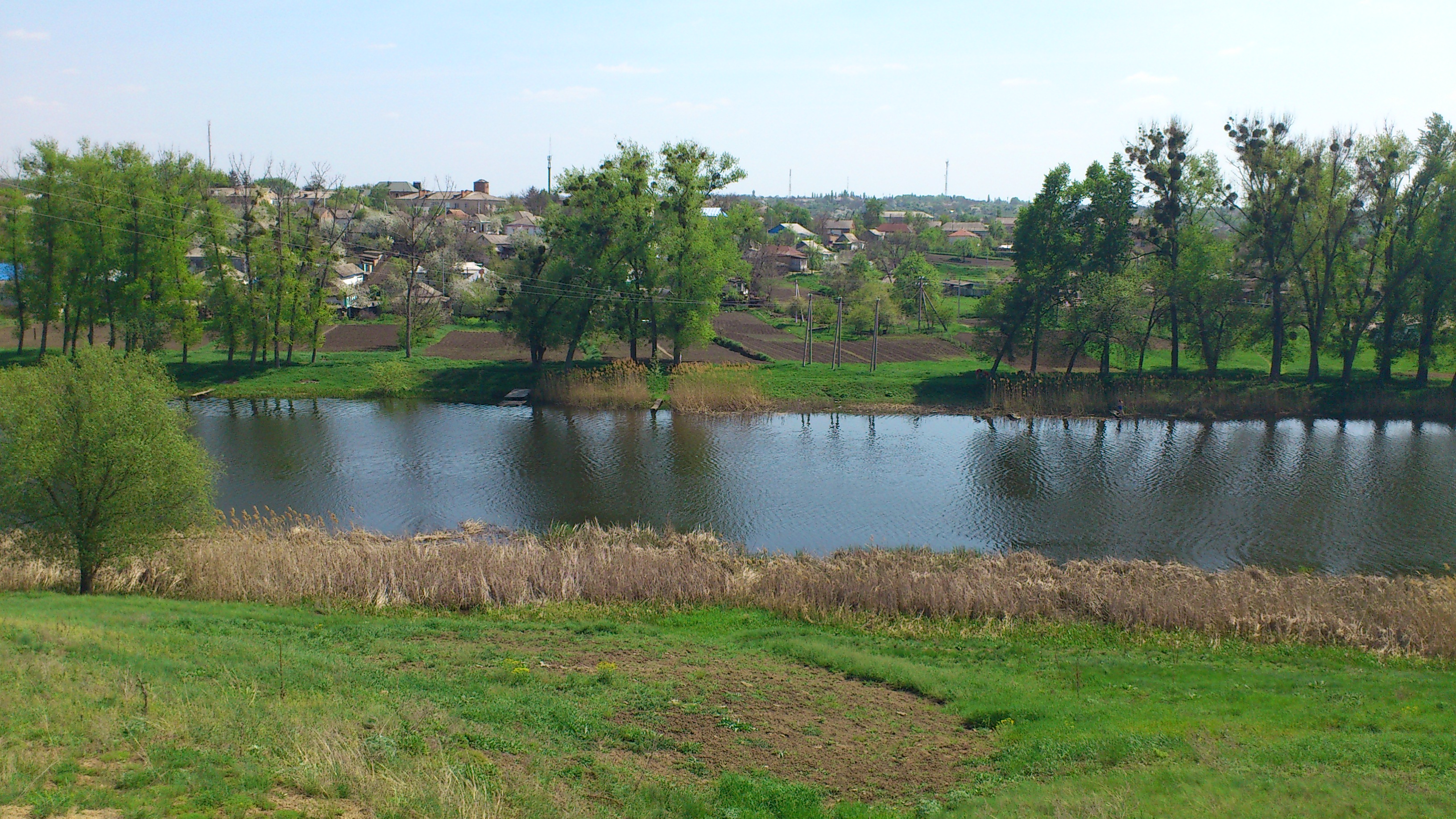
Місце розкопок міста золотоординського періоду, біля с. Торговиця на березі Синюхи

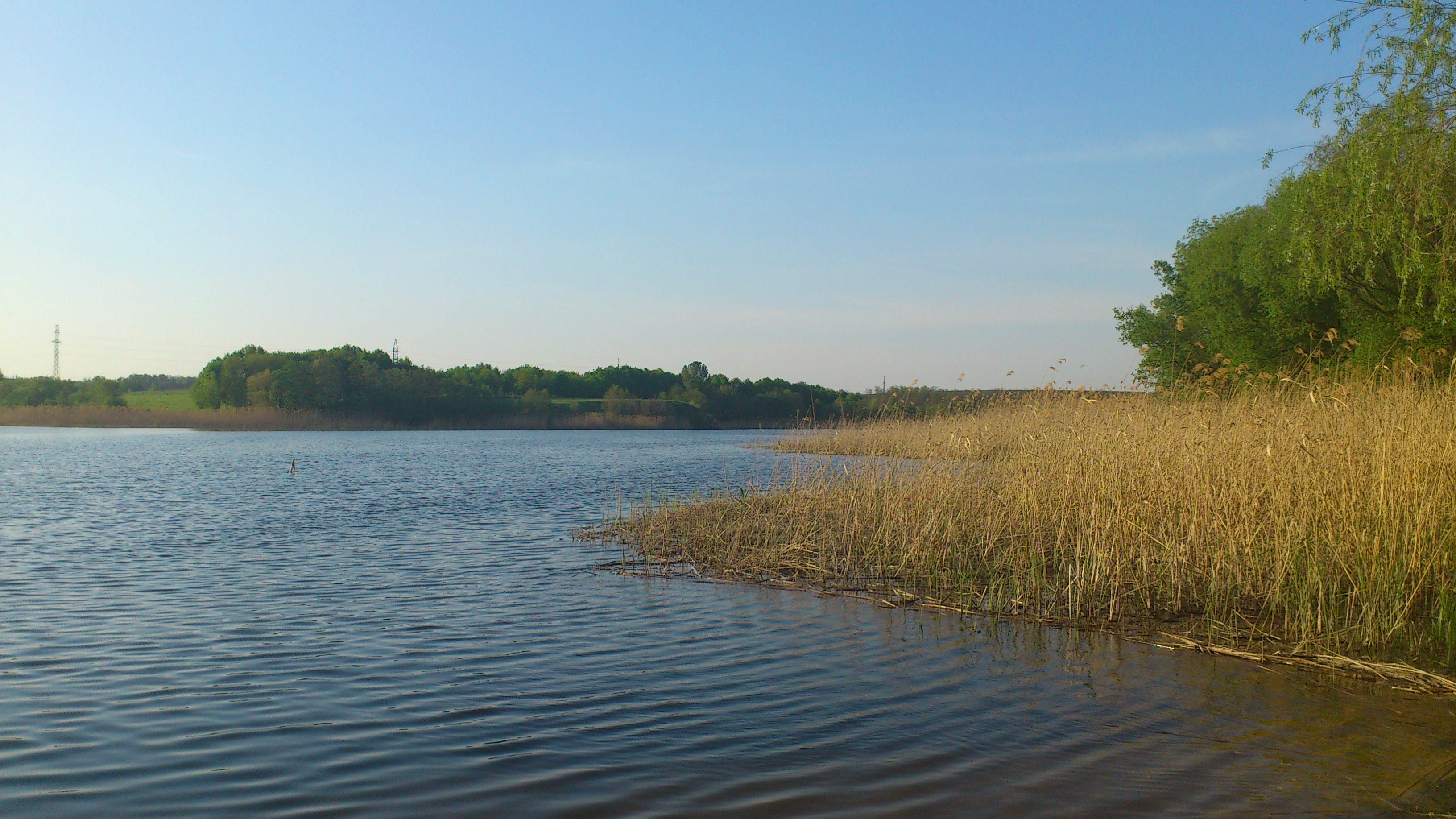
Синюха біля Новоархангельська

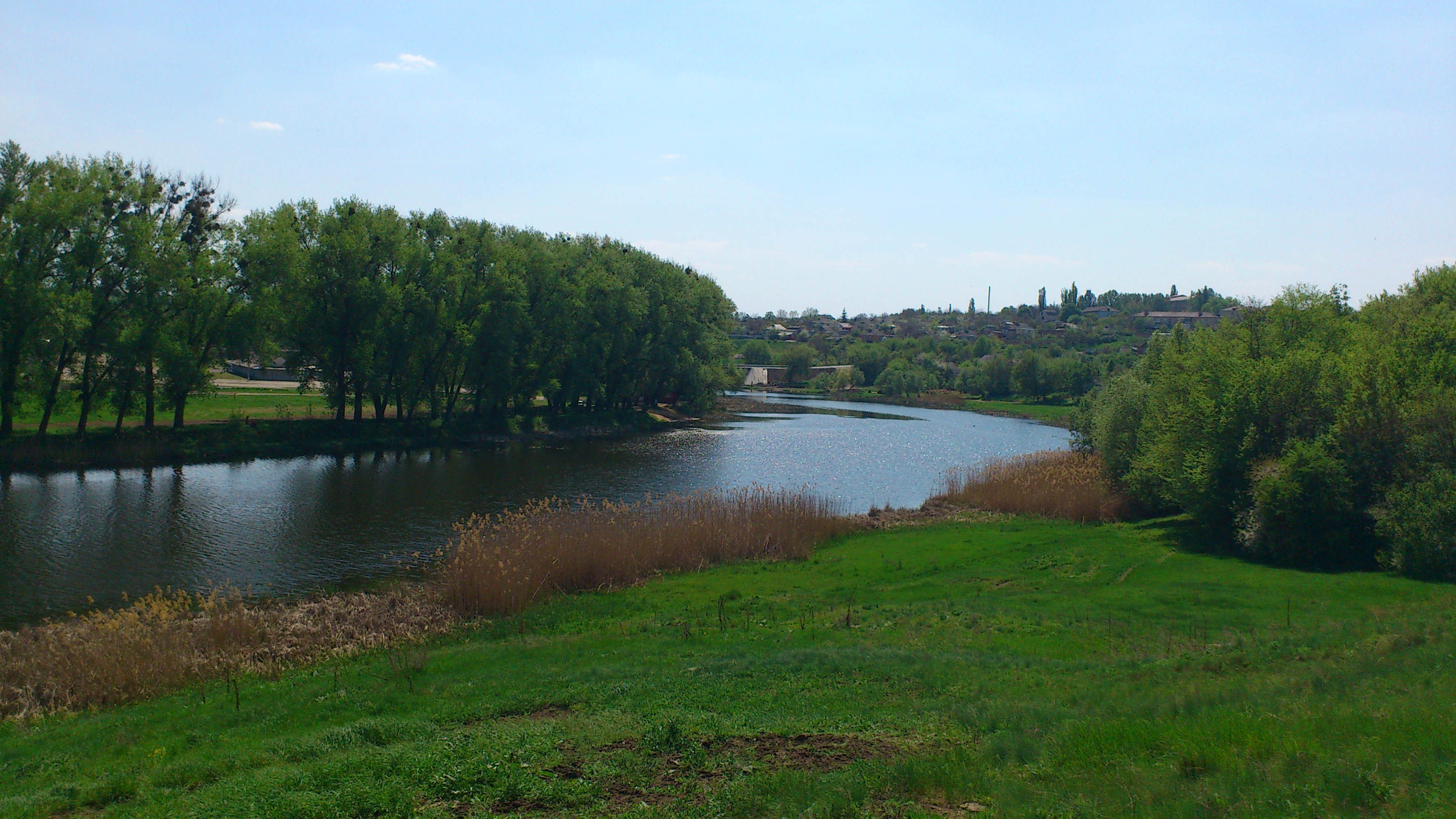
Синюха між Торговицею і Новоархангельськом

Довжина 111 км. Площа водозбірного басейну 16 725 км². Похил 0,46 м/км. Річкова долина трапецієподібна, часто асиметрична, завширшки 2,5 км. Схили розчленовані ярами, характерні виходи скельних порід. Річище звивисте, завширшки 40—50 м (у пониззі 90—120 м), завглибшки до 60 м. Місцями утворює пороги й перекати. Середньорічна витрата води р. Синюха (за 12 км від гирла) становить 29,4 м³/с. Мінералізація води річки становить: весняна повінь — 697 мг/дм³; літньо-осіння межень — 708 мг/дм³; зимова межень — 824 мг/дм³. Вода використовується на технічні потреби, сільське господарство, водопостачання, зрошення. Прибережні смуги заліснені і залужені. На р. Синюсі збудовано 3 водосховища, кілька ГЕС.

## Розташування
Утворюється від злиття річок Великої Висі та Тікичу. Тече Придніпровською височиною переважно на південь і (частково) на південний захід. Впадає до Південного Бугу в місті Первомайську.

## Про назву річки
Первісна назва Синіє Води (пор. ще Синиця, Синька), виникла через синій колір прісної води, що особливо впадало у вічі при переході до лісостепу від степу, з його, здебільшого іншого кольору і непридатними для вживання, водами річок Жовта, Зелена, Чорний Ташлик, Мертвовод та інших.

## Притоки

### Праві
Велика Вись, Ятрань, Чумата, Малий Ташлик, Кам'янка, Маломужів, Текуча.

### Ліві
Гнилий Тікич, Парговиця, Кагарлик, Тернівка, Сухий Ташлик, Чорний Ташлик, Вільшанка.
- Річка без назви[2] - ліва притока у Тишківській громаді. Бере початок на північно-східній околиці села Тишківка і тече через нього. Далі тече переважно на південний захід через село Богданівку і між селами Попівка та Федорівка впадає у Синюху[3]. Довжина річки 15 км, похил річки 6,1 м/км  площа басейну водозбіру 70,1 км²[4] Населені пункти вздовж берегової смуги: Новомихайлівка.

## Битва на Синіх Водах
На берегах річки відбулася Битва на Синіх Водах, імовірно між 24 вересня — 25 грудня 1362 між литовсько-руським військом Великого князя Литовського Ольгерда Гедиміновича та ордами монголо-татарських правителів на Поділлі, поблизу фортеці Торговиці (тепер село Новоархангельського району Кіровоградської області).